# Анабарский залив
Анабарский залив — залив у юго-западного берега моря Лаптевых. Расположен между полуостровом Нордвик и материковой частью. Открыт к северу, вдается в материк на 67 км. Ширина у входа 76 км. Глубина до 17 м.
На берегу бухты тундровая растительность. Покрыт льдом с октября по июль. В южной части залив переходит в Анабарскую губу. В залив впадают реки Песчаная, Харыялах, Самаскаскай, Мус-Хая. На побережье находятся мысы Пакса, Урдюк-Хая, Маяк, Средний, Мус-Хая. Восточный берег преимущественно низкий, западный обрывистый высотой местами до 50 м.
Исследователь Арктики Эдуард Васильевич Толль изучал Анабарский залив в 1893 году.
Административно залив входит в Республику Саха (Якутия) России (Анабарский район).

## Галерея
- Вид на залив с побережья восточнее Анабарской губы
- Вид на Анабарский залив с полуострова Нордвик
- Устье реки Мус-Хая